# Hall-effektus

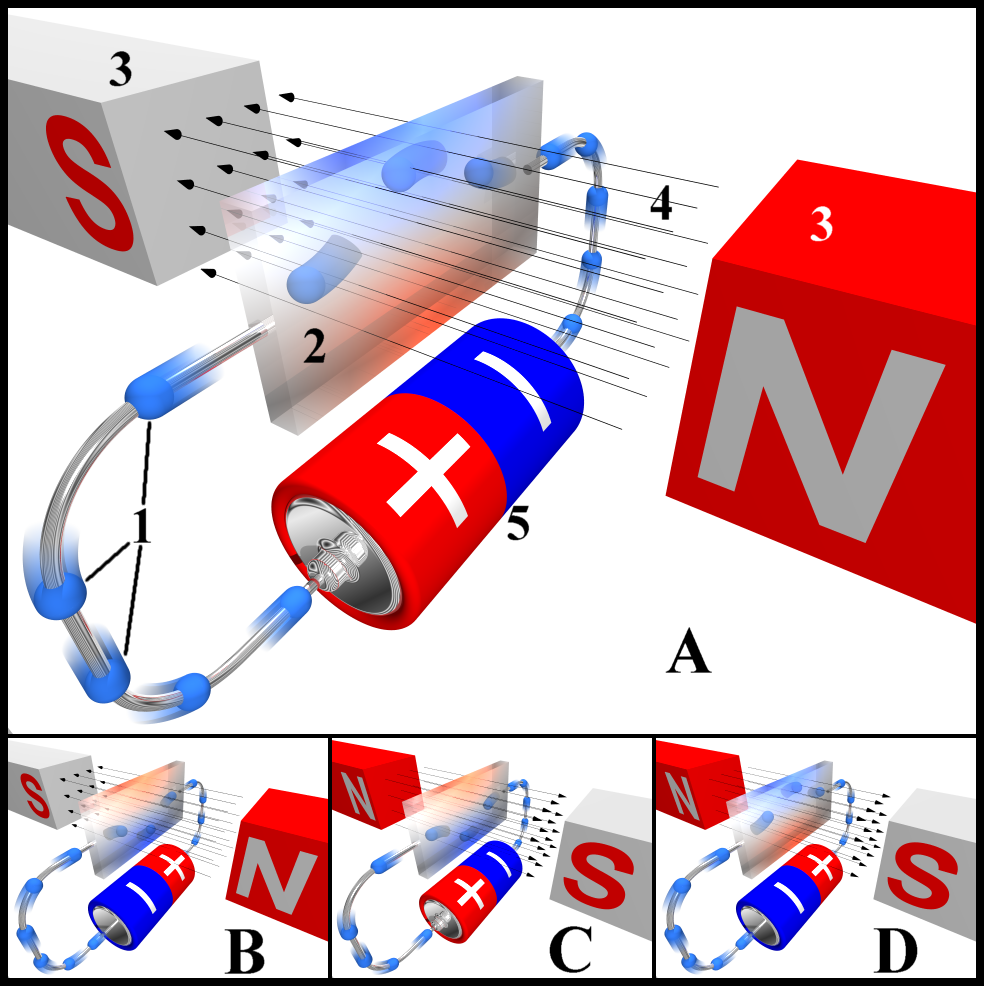
A Hall-effektus különböző áram- és mágnesestér-irányok esetén. Jelölések: 1. elektronok, 2. a vezető (Hall-érzékelő), 3. mágnesek, 4. mágneses tér, 5. feszültségforrás. Amerre az elektronok kitérülnek, arra lesz negatívabb a vezető. (Az ábra az elektronok mozgásirányát tünteti fel, amely az áram irányával ellentétes)

A Hall-effektus Edwin Hall által 1879-ben felfedezett jelenség, mely szerint, ha egy vezetőben vagy félvezetőben áram folyik, és azt mágneses térbe helyezzük, akkor az áramot hordozó részecskékre (fémeknél elektron) Lorentz-erő hat, ami azzal jár, hogy a vezető két oldalán potenciálkülönbség lesz. Ezt a feszültséget Hall-feszültségnek nevezik.
A Hall-feszültség éppen akkora, hogy a töltéshordozókra ható Lorentz-erőt semlegesítse:
{\displaystyle U_{H}=-{\frac {I\,B}{q\,n\,d}}}
- UH Hall-feszültség
- I áramerősség
- B mágneses indukció erőssége
- q elemi töltés
- n a töltéshordozók koncentrációja
- d a vezető B-vel párhuzamos vastagsága

Az Ohm-törvénnyel összhangban definiálhatjuk a Hall-állandót: {\displaystyle R_{H}=-{\frac {1}{q\cdot n}}}. 
Ez esetben az előző képlet a következő alakot ölti:
{\displaystyle U_{H}=R_{H}{\frac {I\,B}{d}}}
Ha figyelembe vesszük a töltéshordozók kölcsönhatását a kristályrácsot képező atomokkal, a Hall-állandó módosulni fog (és így sokkal jobban egyezik a mért értékekkel)
{\displaystyle R_{H}=-{\frac {3\pi }{8}}{\frac {1}{q\cdot n}}}

## Alaptípusok
Alkatrészként háromféle működési módú eszközzel találkozhatunk leggyakrabban: 
- lineáris (a mágneses térerő függvényében a kimenő feszültség változik)
- logikai jel kimenetű 
unipoláris (ennél a megfelelő erősségű mágnes közelsége bekapcsolt állapotban tartja a kimenetet)
bipoláris (ezek a déli mágnespólus közelségére bekapcsolnak, az északi pólus hatására pedig kikapcsolnak)
omnipoláris (közelítéskor a megfelelő erősségű mágnes irányától függetlenül bekapcsol)

## Alkalmazásai
- Kis méretű magnetométerek detektoraiban, analóg számítógépek alkatrészeiben használják fel a Hall-eszközöket.
- A Hall-jeladót gépkocsik gyújtóberendezéseinek vezérléséhez is felhasználják. Általában a gépkocsikban mint jeladót használják, többnyire fordulatszámmal összefüggő jelek előállítására. Jelerősítővel egybeépítve egy egységet képez mint „Hall-jeladó.”
- Kontaktus nélküli (pergésmentes) kapcsolókban (régebbi számítógép billentyűzetek)
- Számítógépekben és egyéb kényes elektronikai berendezésekben használt, kefe nélküli egyenáramú motorral működő ventilátorokban
- Kiválóan alkalmas érintkezésmentes egyenáramú és váltakozóáramú árammérésre is (pl. különleges lakatfogós árammérők).